# Liga Mexicana de Baloncesto Profesional Femenil 2025
La Temporada 2025 de la Liga Mexicana de Baloncesto Profesional Femenil será la duodécima campaña e iniciará actividades el sábado 25 de enero y contará con la participación de 9 equipos, de los cuales son tres nuevos equipos. 

## Eventos destacados
- Se incorporan los equipos City Penguins de CDMX, Dragonas de Toluca y la Universidad Modelo de Mérida.[2]

- Se reafirmaron las “bajas provisionales” de Cinnamon, Blueskas y Quetzales de la CDMX, así como de la Selección U18, quien había participado a modo de “preparación” para su participación en el FIBA Women’s AmeriCup U18 de 2024. [2]

- Quienes regresan luego de su ‘temporada debut’ son las Libélulas CDMX, Mineras de Zacatecas, Las Avispas de Chilpancingo, Toritas de Celaya y Husky’s de Querétaro, además de las fundadoras, las Mieleras de Guanajuato.[2]

- La “nueva liga” comenzará el sábado 25 de enero en la que se contará con la primera edición de “copa”.[2]

## Formato
Habrá una tabla general, por lo que los primeros ocho sitios pasarán a disputar los playoffs, donde se “jugará a ganar 2 de 3 Partidos comenzando de local con el mejor equipo posicionado”. Con fecha programada para el viernes 4 y sábado 5 de abril, y un tercer juego, de ser necesario, el lunes 7 de abril.
El mismo formato aplicará para las semifinales, programadas para el viernes 11 y sábado 12 de abril, con un tercer juego, de ser necesario, el lunes 14 de abril.
La final se jugaría al mejor de cinco duelos, repartidos con formato 2-2-1, es decir, el mejor posicionado recibe el sábado 26 y domingo 27 de abril. El runner-up tendría los juegos 3 y 4, de ser necesario*, el sábado 3 y domingo 4 de mayo*. Si la serie se alarga al último duelo, las mejores de la tabla, cerrarían en casa el miércoles 7 de mayo.

## Equipos
| Liga Mexicana de Baloncesto Profesional Femenil 2025 |                                |                          |               |                                            |
| Equipo                                               | Entrenador                     | Ciudad                   | Miembro desde | Gimnasio                                   |
| City Penguins                                        | Isaac Rosas Bustamante         | Ciudad de México         | 2025          | Colegio México Bachillerato                |
| Dragonas                                             | Jonatan López                  | Toluca, Estado de México | 2025          | Lic. Adolfo López Mateos                   |
| Husky's de Querétaro                                 | Luis Alfredo Ávila Fontes      | Querétaro, Querétaro     | 2024          | Husky's Center                             |
| Las Avispas de Guerrero                              | José Manuel Rondin             | Coyuca, Guerrero         | 2024          | Cancha El Espinalillo                      |
| Libélulas de CDMX                                    | Siria Paola Reyes Hernández    | Ciudad de México         | 2024          | Victoria de las Democracias                |
| Mieleras de Guanajuato                               | José Carlo Villegas Flores     | Guanajuato, Guanajuato   | 2014          | Auditorio Municipal de Yerbabuena          |
| Mineras de Zacatecas                                 | Eduardo Pérez Hernández        | Zacatecas, Zacatecas     | 2024          | Gimnasio Marcelino González                |
| Toritas de Celaya                                    | Adriana Arisbé Montañez Solano | Celaya, Guanajuato       | 2024          | Polideportivo Galaxias del Parque          |
| Universidad Modelo                                   | Johathan Villegas Flores       | Mérida, Yucatán          | 2025          | Universidad Deportiva Francisco de Montejo |

## Temporada 2025

### Resultados
| Jornada 1   | Jornada 1 | Jornada 1     | Jornada 1                         | Jornada 1   | Jornada 1 | Jornada 1 |
| Local       | Resultado | Visitante     | Estadio                           | Fecha       | Hora      |           |
| ----------- | --------- | ------------- | --------------------------------- | ----------- | --------- | --------- |
| Mieleras    | 86-73     | Libélulas     | La Colmena                        | 25 de enero | 19:00     |           |
| Toritas     | 70-39     | Husky's       | Polideportivo Galaxias del Parque | 25 de enero | 19:00     |           |
| Dragonas    | 60-49     | City Penguins | Lic. Adolfo López Mateos          | 25 de enero | 19:00     |           |
| Las Avispas | 59-76     | Mineras       | Cancha El Espinalillo             | 7 de marzo  | 20:00     |           |

| Jornada 2   | Jornada 2 | Jornada 2     | Jornada 2                         | Jornada 2   | Jornada 2 | Jornada 2 |
| Local       | Resultado | Visitante     | Estadio                           | Fecha       | Hora      |           |
| ----------- | --------- | ------------- | --------------------------------- | ----------- | --------- | --------- |
| Mieleras    | 72-61     | Libélulas     | La Colmena                        | 26 de enero | 13:00     |           |
| Toritas     | 67-59     | Husky's       | Polideportivo Galaxias del Parque | 26 de enero | 13:00     |           |
| Dragonas    | 62-58     | City Penguins | Lic. Adolfo López Mateos          | 26 de enero | 17:00     |           |
| Las Avispas | 52-61     | Mineras       | Cancha El Espinalillo             | 9 de marzo  | 12:00     |           |

| Jornada 3   | Jornada 3 | Jornada 3          | Jornada 3                   | Jornada 3    | Jornada 3 | Jornada 3 |
| Local       | Resultado | Visitante          | Estadio                     | Fecha        | Hora      |           |
| ----------- | --------- | ------------------ | --------------------------- | ------------ | --------- | --------- |
| Las Avispas | 53-89     | Mieleras           | Cancha El Espinalillo       | 1 de febrero | 18:00     |           |
| Husky's     | 66-87     | Universidad Modelo | Husky's Center              | 1 de febrero | 19:00     |           |
| Dragonas    | 73-50     | Toritas            | Lic. Adolfo López Mateos    | 1 de febrero | 19:00     |           |
| Mineras     | 61-72     | Libélulas          | Gimnasio Marcelino González | 1 de febrero | 20:00     |           |

| Jornada 4   | Jornada 4 | Jornada 4          | Jornada 4                   | Jornada 4    | Jornada 4 | Jornada 4 |
| Local       | Resultado | Visitante          | Estadio                     | Fecha        | Hora      |           |
| ----------- | --------- | ------------------ | --------------------------- | ------------ | --------- | --------- |
| Las Avispas | 54-96     | Mieleras           | Cancha El Espinalillo       | 2 de febrero | 12:00     |           |
| Husky's     | 46-85     | Universidad Modelo | Husky's Center              | 2 de febrero | 13:00     |           |
| Dragonas    | 89-63     | Toritas            | Lic. Adolfo López Mateos    | 2 de febrero | 17:00     |           |
| Mineras     | 60-77     | Libélulas          | Gimnasio Marcelino González | 2 de febrero | 20:00     |           |

| Jornada 5     | Jornada 5 | Jornada 5          | Jornada 5                          | Jornada 5    | Jornada 5 | Jornada 5 |
| Local         | Resultado | Visitante          | Estadio                            | Fecha        | Hora      |           |
| ------------- | --------- | ------------------ | ---------------------------------- | ------------ | --------- | --------- |
| City Penguins | 74-82     | Universidad Modelo | Centro Deportivo Olímpico Mexicano | 8 de febrero | 17:00     |           |
| Las Avispas   | 43-50     | Husky's            | Cancha El Espinalillo              | 8 de febrero | 18:00     |           |
| Mieleras      | 82-56     | Mineras            | La Colmena                         | 8 de febrero | 19:00     |           |
| Libélulas     | 107-62    | Toritas            | Victoria de las Democracias        | 8 de febrero | 20:00     |           |

| Jornada 6     | Jornada 6 | Jornada 6          | Jornada 6                          | Jornada 6    | Jornada 6 | Jornada 6 |
| Local         | Resultado | Visitante          | Estadio                            | Fecha        | Hora      |           |
| ------------- | --------- | ------------------ | ---------------------------------- | ------------ | --------- | --------- |
| Las Avispas   | 62-57     | Husky's            | Cancha El Espinalillo              | 9 de febrero | 12:00     |           |
| Mieleras      | 81-47     | Mineras            | La Colmena                         | 9 de febrero | 13:00     |           |
| Libélulas     | 96-39     | Toritas            | Victoria de las Democracias        | 9 de febrero | 14:00     |           |
| City Penguins | 66-87     | Universidad Modelo | Centro Deportivo Olímpico Mexicano | 9 de febrero | 14:00     |           |

| Jornada 7          | Jornada 7 | Jornada 7   | Jornada 7                             | Jornada 7     | Jornada 7 | Jornada 7 |
| Local              | Resultado | Visitante   | Estadio                               | Fecha         | Hora      |           |
| ------------------ | --------- | ----------- | ------------------------------------- | ------------- | --------- | --------- |
| Universidad Modelo | 76-64     | Las Avispas | Unidad Deportiva Francisco de Montejo | 15 de febrero | 17:00     |           |
| City Penguins      | 40-103    | Libélulas   | Centro Deportivo Olímpico Mexicano    | 15 de febrero | 18:00     |           |
| Toritas            | 45-83     | Mieleras    | Polideportivo Galaxias del Parque     | 15 de febrero | 19:00     |           |
| Mineras            | 65-58     | Dragonas    | Gimnasio Marcelino González           | 15 de febrero | 20:00     |           |

| Jornada 8          | Jornada 8 | Jornada 8   | Jornada 8                             | Jornada 8     | Jornada 8 | Jornada 8 |
| Local              | Resultado | Visitante   | Estadio                               | Fecha         | Hora      |           |
| ------------------ | --------- | ----------- | ------------------------------------- | ------------- | --------- | --------- |
| Mineras            | 76-60     | Dragonas    | Gimnasio Marcelino González           | 16 de febrero | 13:00     |           |
| Toritas            | 57-86     | Mieleras    | Polideportivo Galaxias del Parque     | 16 de febrero | 13:00     |           |
| City Penguins      | 36-102    | Libélulas   | Centro Deportivo Olímpico Mexicano    | 16 de febrero | 15:00     |           |
| Universidad Modelo | 49-66     | Las Avispas | Unidad Deportiva Francisco de Montejo | 16 de febrero | 20:00     |           |

| Jornada 9   | Jornada 9 | Jornada 9          | Jornada 9                   | Jornada 9     | Jornada 9 | Jornada 9 |
| Local       | Resultado | Visitante          | Estadio                     | Fecha         | Hora      |           |
| ----------- | --------- | ------------------ | --------------------------- | ------------- | --------- | --------- |
| Libélulas   | 82-50     | Dragonas           | Victoria de las Democracias | 21 de febrero | 21:00     |           |
| Las Avispas | 77-45     | City Penguins      | Cancha El Espinalillo       | 22 de febrero | 18:00     |           |
| Mieleras    | 109-47    | Husky's            | La Colmena                  | 22 de febrero | 19:00     |           |
| Mineras     | 77-58     | Universidad Modelo | Gimnasio Marcelino González | 22 de febrero | 20:00     |           |

| Jornada 10  | Jornada 10 | Jornada 10         | Jornada 10                  | Jornada 10    | Jornada 10 | Jornada 10 |
| Local       | Resultado  | Visitante          | Estadio                     | Fecha         | Hora       |            |
| ----------- | ---------- | ------------------ | --------------------------- | ------------- | ---------- | ---------- |
| Libélulas   | 77-58      | Dragonas           | Victoria de las Democracias | 22 de febrero | 21:00      |            |
| Las Avispas | 76-41      | City Penguins      | Cancha El Espinalillo       | 23 de febrero | 12:00      |            |
| Mieleras    | 101-49     | Husky's            | La Colmena                  | 23 de febrero | 13:00      |            |
| Mineras     | 68-51      | Universidad Modelo | Gimnasio Marcelino González | 23 de febrero | 13:00      |            |

| Jornada 11         | Jornada 11 | Jornada 11  | Jornada 11                            | Jornada 11 | Jornada 11 | Jornada 11 |
| Local              | Resultado  | Visitante   | Estadio                               | Fecha      | Hora       |            |
| ------------------ | ---------- | ----------- | ------------------------------------- | ---------- | ---------- | ---------- |
| Universidad Modelo | 60-43      | Toritas     | Unidad Deportiva Francisco de Montejo | 1 de marzo | 17:00      |            |
| City Penguins      | 60-66      | Husky's     | Colegio México Bachillerato           | 1 de marzo | 17:00      |            |
| Dragonas           | 54-93      | Mieleras    | Lic. Adolfo López Mateos              | 1 de marzo | 19:00      |            |
| Libélulas          | 94-39      | Las Avispas | Victoria de las Democracias           | 1 de marzo | 20:00      |            |

| Jornada 12         | Jornada 12 | Jornada 12  | Jornada 12                            | Jornada 12 | Jornada 12 | Jornada 12 |
| Local              | Resultado  | Visitante   | Estadio                               | Fecha      | Hora       |            |
| ------------------ | ---------- | ----------- | ------------------------------------- | ---------- | ---------- | ---------- |
| Universidad Modelo | 72-62      | Toritas     | Unidad Deportiva Francisco de Montejo | 2 de marzo | 12:00      |            |
| City Penguins      | 62-45      | Husky's     | Colegio México Bachillerato           | 2 de marzo | 15:00      |            |
| Dragonas           | 45-94      | Mieleras    | Lic. Adolfo López Mateos              | 2 de marzo | 17:00      |            |
| Libélulas          | 85-44      | Las Avispas | Victoria de las Democracias           | 2 de marzo | 17:00      |            |

| Jornada 13 | Jornada 13 | Jornada 13         | Jornada 13                  | Jornada 13  | Jornada 13 | Jornada 13 |
| Local      | Resultado  | Visitante          | Estadio                     | Fecha       | Hora       |            |
| ---------- | ---------- | ------------------ | --------------------------- | ----------- | ---------- | ---------- |
| Mieleras   | 90-40      | City Penguins      | La Colmena                  | 15 de marzo | 19:00      |            |
| Husky's    | 70-91      | Dragonas           | Husky's Center              | 15 de marzo | 19:00      |            |
| Libélulas  | 76-48      | Universidad Modelo | Victoria de las Democracias | 15 de marzo | 20:00      |            |
| Mineras    | 65-55      | Toritas            | Gimnasio Marcelino González | 15 de marzo | 20:00      |            |

| Jornada 14 | Jornada 14 | Jornada 14         | Jornada 14                  | Jornada 14  | Jornada 14 | Jornada 14 |
| Local      | Resultado  | Visitante          | Estadio                     | Fecha       | Hora       |            |
| ---------- | ---------- | ------------------ | --------------------------- | ----------- | ---------- | ---------- |
| Mieleras   | 92-27      | City Penguins      | La Colmena                  | 16 de marzo | 13:00      |            |
| Husky's    | 30-67      | Dragonas           | Husky's Center              | 16 de marzo | 13:00      |            |
| Mineras    | 85-67      | Toritas            | Gimnasio Marcelino González | 16 de marzo | 15:00      |            |
| Libélulas  | 103-57     | Universidad Modelo | Victoria de las Democracias | 16 de marzo | 16:00      |            |

| Jornada 15         | Jornada 15 | Jornada 15    | Jornada 15                            | Jornada 15  | Jornada 15 | Jornada 15 |
| Local              | Resultado  | Visitante     | Estadio                               | Fecha       | Hora       |            |
| ------------------ | ---------- | ------------- | ------------------------------------- | ----------- | ---------- | ---------- |
| Universidad Modelo | 50-90      | Mieleras      | Unidad Deportiva Francisco de Montejo | 22 de marzo | 17:00      |            |
| Husky's            | 55-73      | Mineras       | Husky's Center                        | 22 de marzo | 19:00      |            |
| Toritas            | 72-79      | City Penguins | Polideportivo Galaxias del Parque     | 22 de marzo | 19:00      |            |
| Dragonas           | 58-54      | Las Avispas   | Lic. Adolfo López Mateos              | 22 de marzo | 19:00      |            |

| Jornada 16         | Jornada 16 | Jornada 16    | Jornada 16                            | Jornada 16  | Jornada 16 | Jornada 16 |
| Local              | Resultado  | Visitante     | Estadio                               | Fecha       | Hora       |            |
| ------------------ | ---------- | ------------- | ------------------------------------- | ----------- | ---------- | ---------- |
| Universidad Modelo | 43-72      | Mieleras      | Unidad Deportiva Francisco de Montejo | 23 de marzo | 12:00      |            |
| Husky's            | 45-73      | Mineras       | Husky's Center                        | 23 de marzo | 13:00      |            |
| Toritas            | 77-64      | City Penguins | Polideportivo Galaxias del Parque     | 23 de marzo | 13:00      |            |
| Dragonas           | 60-54      | Las Avispas   | Lic. Adolfo López Mateos              | 23 de marzo | 17:00      |            |

| Jornada 17         | Jornada 17 | Jornada 17  | Jornada 17                            | Jornada 17  | Jornada 17 | Jornada 17 |
| Local              | Resultado  | Visitante   | Estadio                               | Fecha       | Hora       |            |
| ------------------ | ---------- | ----------- | ------------------------------------- | ----------- | ---------- | ---------- |
| Universidad Modelo | 59-45      | Dragonas    | Unidad Deportiva Francisco de Montejo | 29 de marzo | 17:00      |            |
| City Penguins      | 60-71      | Mineras     | Colegio México Bachillerato           | 29 de marzo | 17:00      |            |
| Husky's            | 38-104     | Libélulas   | Husky's Center                        | 29 de marzo | 19:00      |            |
| Toritas            | 66-67      | Las Avispas | Polideportivo Galaxias del Parque     | 29 de marzo | 19:00      |            |

| Jornada 18         | Jornada 18 | Jornada 18  | Jornada 18                            | Jornada 18  | Jornada 18 | Jornada 18 |
| Local              | Resultado  | Visitante   | Estadio                               | Fecha       | Hora       |            |
| ------------------ | ---------- | ----------- | ------------------------------------- | ----------- | ---------- | ---------- |
| Universidad Modelo | 58-54      | Dragonas    | Unidad Deportiva Francisco de Montejo | 30 de marzo | 12:00      |            |
| Husky's            | 43-115     | Libélulas   | Husky's Center                        | 30 de marzo | 13:00      |            |
| Toritas            | 79-50      | Las Avispas | Polideportivo Galaxias del Parque     | 30 de marzo | 13:00      |            |
| City Penguins      | 48-94      | Mineras     | Colegio México Bachillerato           | 30 de marzo | 15:00      |            |